# Poatina Road
Die Poatina Road ist eine Fernstraße im Zentrum des australischen Bundesstaates Tasmanien. Sie verbindet den Lake Highway (A5) südlich des Great Lake mit der Cressy Road (B51) südlich von Cressy.

## Verlauf
Die Straße zweigt ca. 12 km nördlich von Steppes vom Lake Highway nach Nordosten ab und erreicht bei Flintstone das Westufer Arthurs Lake. Von dort führt sie nach Norden durch die Central Plateau Conservation Area im zentralen Hochland und durch die Siedlung Cramps am Ostufer des Great Lake bis zum Mount Blackwood in den Great Western Tiers. Dort wendet sich die Poatina Road nach Osten und führt in etlichen Serpentinen hinunter nach Poatina am Fuß des Gebirges. Von Poatina zieht die Straße weiter nach Osten und Nordosten, bis sie südlich von Cressy auf die Cressy Road trifft.